# チャールズ・ヘンリー・バートレット
チャールズ・ヘンリー・バートレット（Charles Henry Bartlett、1885年2月6日 - 1968年11月30日）は、イングランド、エンフィールド出身の自転車競技選手。
1908年に行われたロンドンオリンピック・100kmレースで優勝した。